# Michailowo (Kaliningrad)
Michailowo (russisch Михайлово, deutsch Eszerningken, 1936 bis 1938 Escherningken, 1938 bis 1945 Neupassau, sowie: Wallehlischken, 1938 bis 1945 Hagelsberg, litauisch Ežerninkai sowie Valeliškiai) ist ein Ort im Rajon Gussew in der russischen Oblast Kaliningrad. Der Ort gehört zur kommunalen Selbstverwaltungseinheit Stadtkreis Gussew. Der Ort wird auf Landkarten fälschlicherweise auch mit „Michailowka“ bezeichnet.

## Geographische Lage
Michailowo liegt an der Südostspitze des Wilpischer Sees (1939 bis 1945 Eichenfelder See, heute russisch: Osero Dubowskoje), acht Kilometer nordwestlich der Stadt Gussew (Gumbinnen). Durch den Ort verläuft eine Nebenstraße (27K-152), die von Priosjornoje (Gerwischkehmen, 1938 bis 1946 Gerwen) im Westen nach Otschakowo (Groß Kannapinnen, 1938 bis 1946 Steinsruh) im Osten an der russischen Fernstraße A 198 (27A-040, einstige deutsche Reichsstraße 132) führt. Die nächste Bahnstation ist Gussew an der Bahnstrecke Kaliningrad–Nesterow (Königsberg–Stallupönen/Ebenrode), einem Teilstück der einstigen Preußischen Ostbahn, zur Weiterfahrt nach Moskau.

## Geschichte

### Eszerningken/Escherningken/Neupassau
Das Gründungsjahr des damals Strige genannten kleinen Dorfes liegt vor 1565. Zwischen 1874 und 1945 war der Ort in den Amtsbezirk Gerwischkehmen eingegliedert, der – ab 1939 in „Amtsbezirk Gerwen“ umbenannt – bis 1945 bestand und zum Kreis Gumbinnen im Regierungsbezirk Gumbinnen der preußischen Provinz Ostpreußen gehörte.
In Eszerningken waren im Jahre 1910 140 Einwohner registriert. Ihre Zahl betrug im Jahre 1933 noch 131 und – nach Umbenennung des Dorfes in „Escherningken“ von 1936 bis 1938 und „Neupassau“ von 1938 bis 1946 – verringerte sich bis 1939 auf 118.
Das Dorf kam 1945 in Kriegsfolge wie alle nordostpreußischen Ortschaften zur Sowjetunion.

### Wallehlischken/Hagelsberg (Iwaschewka)
Das einstige kleine Dorf Wallehlischken, östlich von Eszerningken gelegen, war zwischen 1874 und 1945 ebenfalls dem Amtsbezirk Gerwischkehmen zugeordnet und damit dem Kreis Gumbinnen im Regierungsbezirk Gumbinnen in der preußischen Provinz Ostpreußen zugehörig. Im Jahre 1910 waren hier 132 Einwohner gemeldet, deren Zahl sich bis 1933 auf 96 und bis 1939 auf 87 verringerte. Am 3. Juni  1938 – amtlich bestätigt am 16. Juli – wurde Wallehlischken aus politisch-ideologischen Gründen in „Hagelsberg“ umbenannt und kam 1945 mit Nordostpreußen zur Sowjetunion. Im Jahr 1947 wurde der Ort in Iwaschewka umbenannt.

### Michailowo
Im Jahr 1947 wurde Escherningken in Michailowo umbenannt und in den Dorfsowjet Pokrowski selski Sowet im Rajon Gussew eingeordnet. Vor 1976 wurde der Ort Iwaschewka an Michailowo angeschlossen. Um 1990 wurde Michailowo selbst der Verwaltungssitz des Dorfsowjets bzw. Dorfbezirks Pokrowski selski Sowet/okrug. Im Jahr 2008 wurde der Ort Sitz einer Landgemeinde. Seit deren Auflösung im Jahr 2013 gehört Michailowo zum Stadtkreis Gussew.

#### Michailowskoje selskoje posselenije 2008–2013

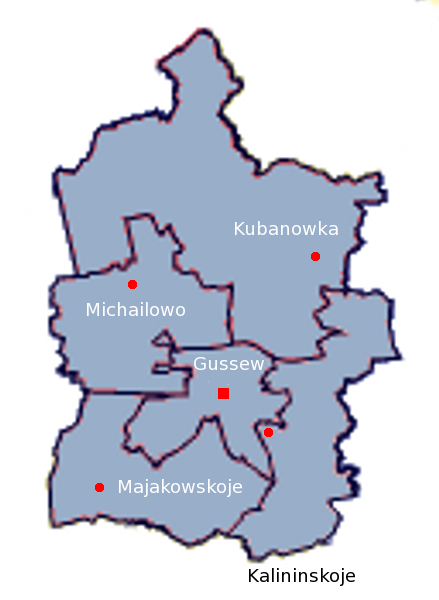
Lage der Landgemeinde Michailowskoje selskoje posselenije im Rajon Gussew

Die Landgemeinde Michailowskoje selskoje posselenije (ru. Михайловское сельское поселение) wurde im Jahr 2008 eingerichtet. Ihr waren acht Siedlungen zugeordnet, die vorher den Dorfbezirken Furmanowski selski okrug und Pokrowski selski okrug angehörten. Im Jahr 2013 wurde die Gemeinde aufgelöst und deren Siedlungen in den Stadtkreis Gussew eingegliedert.
| Ortsname                  | deutscher Name                                       |
| ------------------------- | ---------------------------------------------------- |
| Jelowoje (Еловое)         | Kasenowsken/Tannsee                                  |
| Kaspijskoje (Каспийское)  | bei Wilpischen/bei Eichenfeld                        |
| Krasnopolje (Краснополье) | Pötschkehmen/Pötschwalde                             |
| Lermontowo (Лермонтово)   | Ischdaggen/Branden                                   |
| Michailowo (Михайлово)    | Eszerningken/Neupassau und Wallehlischken/Hagelsberg |
| Podduby (Поддубы)         | Kubbeln und Purpesseln/Auenhof                       |
| Pokrowskoje (Покровское)  | Bibehlen/Falkenhausen                                |
| Priosjornoje (Приозёрное) | Gerwischkehmen [Dorf]/Gerwen                         |

## Kirche
Bis 1945 waren die beiden Dörfer Eszerningken resp. Neupassau und Wallehlischken resp. Hagelsberg mit ihrer überwiegend evangelischen Bevölkerung in das Kirchspiel der Kirche Gerwischkehmen (der Ort hieß zwischen 1938 und 1946: Gerwen, heute russisch: Priosjornoje) eingepfarrt und waren somit in den Kirchenkreis Gumbinnen in der Kirchenprovinz Ostpreußen der Kirche der Altpreußischen Union integriert. Heute liegt Michailowo im Einzugsbereich der neu entstandenen evangelisch-lutherischen Gemeinde der Salzburger Kirche in Gussew (Gumbinnen). Sie ist Teil der Propstei Kaliningrad (Königsberg) der Evangelisch-lutherischen Kirche Europäisches Russland.